# Terremoto de Tabriz de 1721
El terremoto de Tabriz de 1721 ocurrió el 26 de abril de 1721 con epicentro cerca de la ciudad de Tabriz, Irán. Arrasó unas tres cuartas partes de la ciudad, incluidas muchas mezquitas y escuelas importantes de la ciudad, y provocó la muerte de decenas de miles de personas. El número total de víctimas causadas por el terremoto está entre 8.000 y 250.000; lo más probable es que fueran aproximadamente 80.000. En el momento en que ocurrió, el terremoto fue interpretado popularmente como un presagio de desgracia, o una demostración de la ira divina. La destrucción que causó el terremoto fue un factor importante en la exitosa toma de posesión otomana de Tabriz en 1725, además de contribuir a las dificultades económicas de Tabriz durante ese período. También provocó la destrucción de algunos de los monumentos históricos más importantes de la ciudad. Los relatos del terremoto a menudo se confunden con las descripciones del terremoto de Tabriz de 1727.